# Sharon Acker
Pour les articles homonymes, voir Acker.

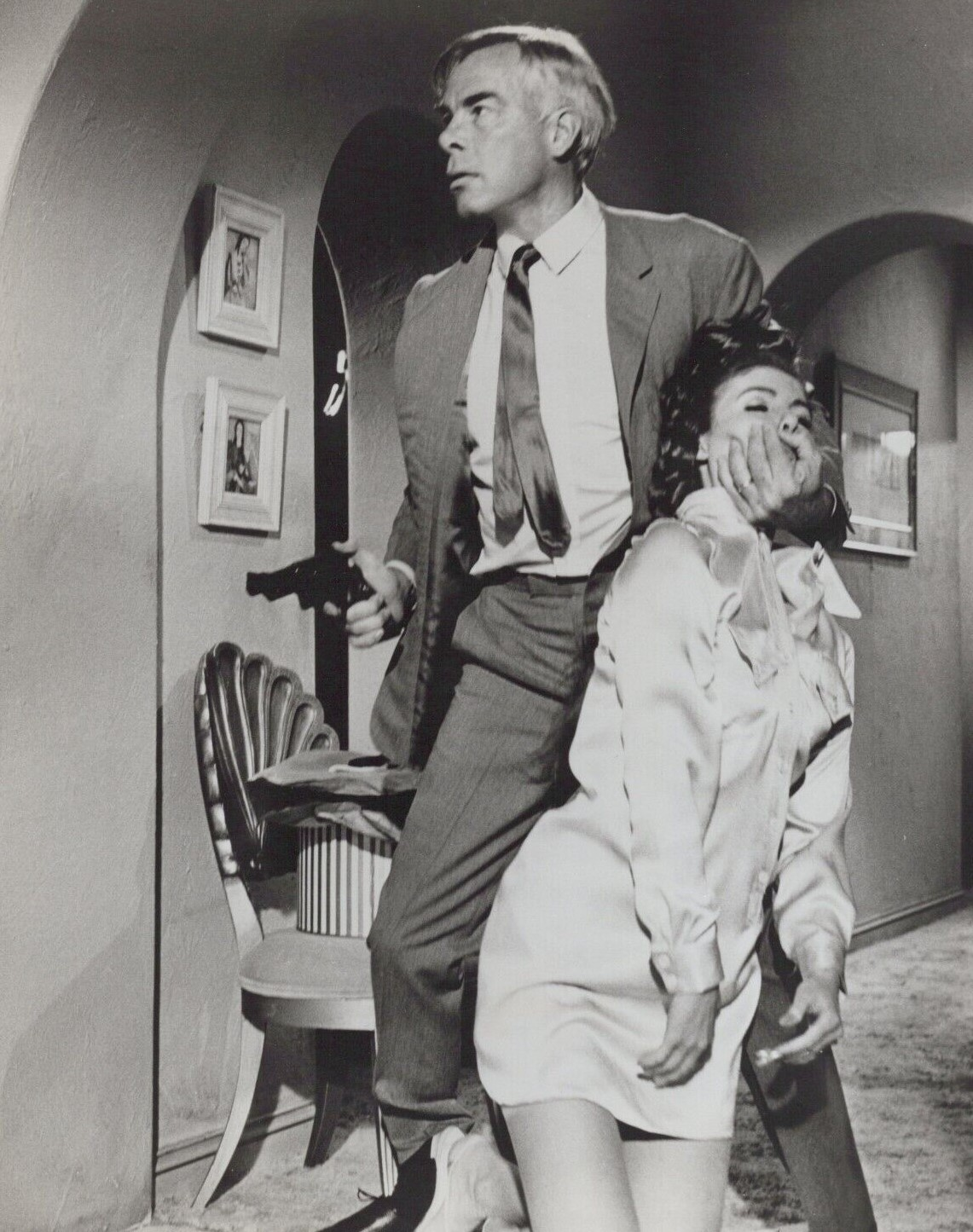
Avec Lee Marvin, dans Le Point de non-retour (1967)

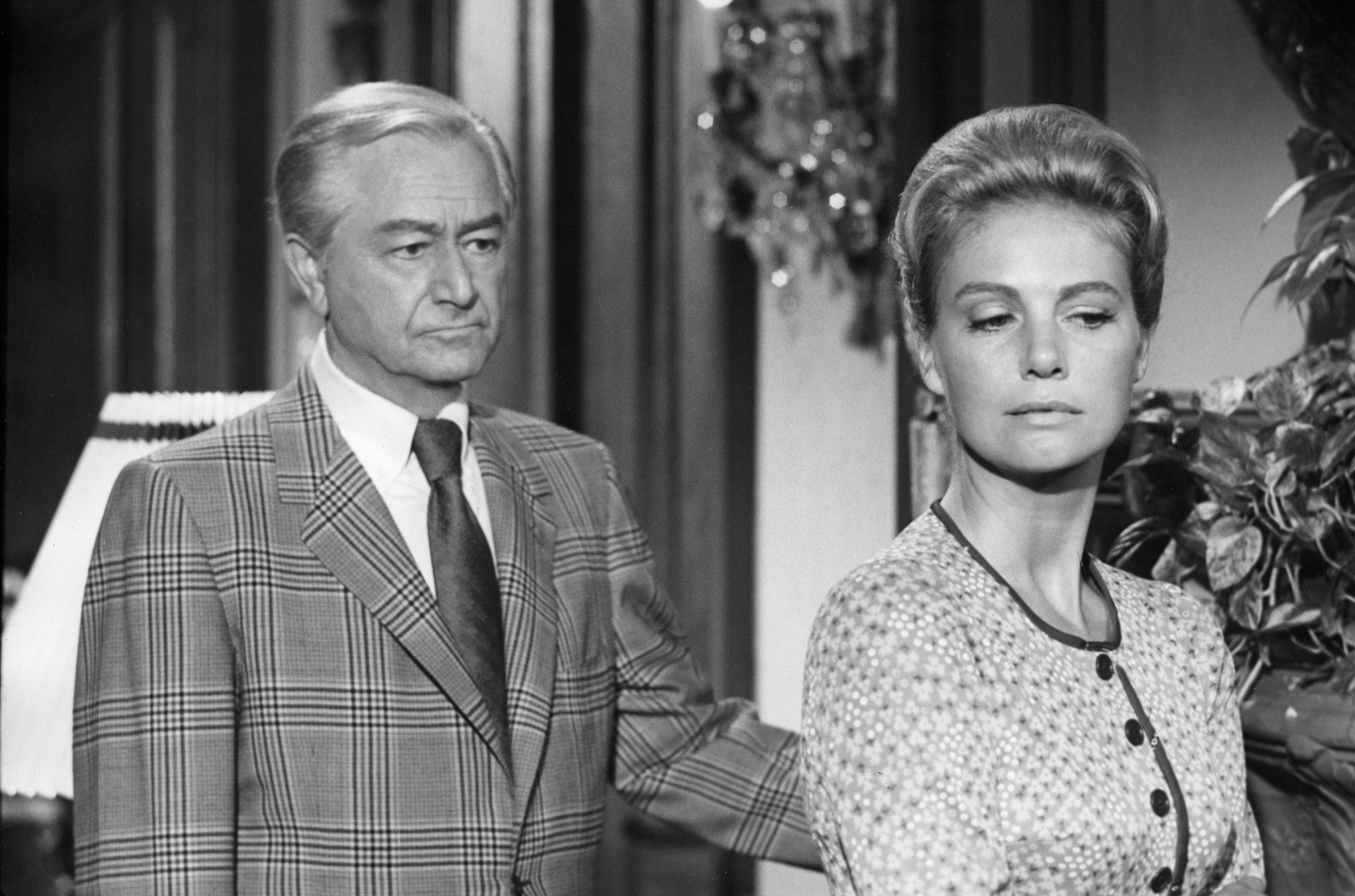
Avec Robert Young, dans la série Docteur Marcus Welby, épisode The Other Martin Loring (1973)

Sharon Eileen Acker, née le 2 avril 1935 à Toronto (Ontario), ville où elle est morte le 16 mars 2023, est une actrice canadienne.

## Biographie
Sharon Acker débute au cinéma dans le film britannique Sept Jours de malheur de John Boulting (1957, avec Ian Carmichael et Terry-Thomas). Suivent seulement sept autres films (américains, canadiens voire québécois ou en coproduction), dont Le Point de non-retour de John Boorman (1967, avec Lee Marvin et Angie Dickinson), Act of the Heart de Paul Almond (1970, avec Geneviève Bujold et Donald Sutherland) et Threshold de Richard Pearce (1981, avec Donald Sutherland et Jeff Goldblum), son dernier film.
Active surtout à la télévision (américaine ou canadienne), elle contribue à soixante-trois séries, les deux premières dès 1955. Mentionnons Star Trek (épisode Le Signe de Gédéon, 1969), Cannon (trois épisodes, 1971-1975), ainsi que les feuilletons Texas (soixante-deux épisodes, 1982) et Les Feux de l'amour (quatre épisodes, 1992), son ultime prestation à l'écran.
S'ajoutent onze téléfilms , le premier diffusé en 1955, le dernier en 1982, dont Macbeth de Paul Almond (1961, avec Sean Connery dans le rôle-titre et Zoe Caldwell).
Sharon Acker meurt en 2023, à 87 ans.

## Filmographie

### Cinéma (intégrale)
- 1957 : Sept Jours de malheur (Lucky Jim) de John Boulting : Christine Callaghan
- 1967 : Le Point de non-retour (Point Blank) de John Boorman : Lynne
- 1969 : Les Deux Amours de Caroline (en) (Waiting for Caroline) de Ron Kelly (en) : Emily
- 1969 : The First Time de James Neilson : Pamela Williams
- 1969 : Seuls les enfants étaient présents (Don't Let the Angels Fall) de George Kaczender : Barbara
- 1970 : Act of the Heart de Paul Almond : Adele
- 1981 : Happy Birthday : Souhaitez ne jamais être invité (Happy Birthday to Me) de J. Lee Thompson : Estelle Wainwright
- 1981 : Threshold de Richard Pearce : Tilla Vrain

### Télévision (sélection)

#### Séries
- 1968 : Les Mystères de l'Ouest (The Wild Wild West), saison 4, épisode 4 La Nuit de l'éternelle jeunesse (The Night of the Sedgewick Curse) de Marvin J. Chomsky : Lavinia Sedgewick
- 1968-1969 : Opération vol (It Takes a Thief), saison 2, épisode 4 Quelle chaleur ! (The Thingamabob Heist, 1968) de Jack Arnold, épisode 18 Patte de velours (Catspaw, 1969) de Jerry Hopper et épisode 26 Made in Japan (1969) : Dr Edwina Hopkins
- 1969 : Star Trek, saison 3, épisode 16 Le Signe de Gédéon (The Mark of Gedeon) de Jud Taylor : Odona
- 1969 : Max la Menace (Get Smart), saison 4, épisode 18 J'irai cracher sur vos tombes (I Shot 86 Today) de Jay Sandrich : Dr Simon
- 1969 : Ranch L (Lancer), saison 2, épisode 5 The Gifts : Tiffany Mumford
- 1970-1971 : The Bold Ones: The Senator, saison unique, épisode pilote A Clear and Present Danger (1970) de James Goldstone, épisode 1 To Taste of Death But Once (1970) de Daryl Duke, épisode 2 The Day the Lion Died (1970) de Daryl Duke, épisode 3 Power Play (1970) de Jerrold Freedman et épisode 6 Some Day, They'll Elect a President (1971) de John Badham : Ellen Stowe
- 1970-1972 : Mission impossible (Mission: Impossible)
  - Saison 5, épisode 4 Retour au pays (Homecoming, 1970) de Reza Badiyi : Connie Hastings
  - Saison 6, épisode 22 Esprit de famille (Trapped, 1972) de Leslie H. Martinson : Annette
- 1971 : Opération danger (Alias Smith and Jones), saison 1, épisode 12 La Cinquième Victime (The 5th Victim) de Fernando Lamas : Rachel Carlson
- 1971 : Gunsmoke ou Police des plaines (Gunsmoke ou Marshal Dillon), saison 17, épisode 7 Trafton de Bernard McEveety : Terese Farrell
- 1971 : Sam Cade (Cade's County), saison unique, épisode 6 Le Solitaire (Gray Wolf) d'Alf Kjellin : Roseann Claybourn
- 1971 : Sur la piste du crime (The F.B.I.), saison 7, épisode 8 The Watch Dog : Kate Waller
- 1971 : Love, American Style, saison 3, épisode 9, segment Love and the Jealous Husband de Jack Arnold : Gloria
- 1971-1973 : Docteur Marcus Welby (Marcus Welby, M.D.)
  - Saison 3, épisode 8 Ask Me Again Tomorrow (1971) de David Lowell Rich : Nancy Mason
  - Saison 4, épisode 22 The Other Martin Loring (1973) : Margaret Loring
- 1971-1975 : Cannon
  - Saison 1, épisode 3 Le Rodéo de la mort (The Salinas Jackpot, 1971) de George McCowan : Glinda Donaldson
  - Saison 3, épisode 21 Mort d'un chasseur (Death of Hunter, 1974) de George McCowan : Jill Lawrence
  - Saison 5, épisode 2 Fatalement frauduleux (The Deadly Conspiracy, Part I, 1975) : Laura Venner
- 1972 : La Nouvelle Équipe (The Mod Squad), saison 4, épisode 24 Big George de Philip Leacock : Agnes Carter
- 1972 : McMillan (McMillan & Wife), saison 2, épisode 1 Night of the Wizard de Robert Michael Lewis : Evie Kendall
- 1972-1973 : Hec Ramsey, saison 1, épisode 1 Le Mystère de la diligence (The Century Turns, 1972) de Daniel Petrie et épisode 5 Le Mystère des collines (The Mystery of Chalk Hill, 1973) d'Harry Morgan : Nora Muldoon
- 1973-1974 : The New Perry Mason, saison unique, 15 épisodes (intégrale) : Della Street
- 1973-1975 : Barnaby Jones
  - Saison 1, épisode 5 Perchance to Kill (1973) de Walter Grauman : Gail Bloom
  - Saison 3, épisode 24 Bond of Fear (1975) de Leslie H. Martinson : Florence Armstrong
  - Saison 4, épisode 1 The Deadly Conspiracy, Part II (1975) : Laura Venner
- 1975-1977 : Les Rues de San Francisco (The Streets of San Francisco)
  - Saison 3, épisode 19 La Programmation de Charlie Blake (The Programming of Charlie Blake, 1975) de Nicholas Colasanto : Eleanor Jessup
  - Saison 5, épisode 21 L'Évasion (Breakup, 1977) : Ethel Finn
- 1976-1977 : Executive Suite (en), saison unique, 18 épisodes (intégrale) : Helen Walling
- 1978 : La croisière s'amuse (The Love Boat), saison 2, épisode 6 Copie confuse (Mike and Ike/The Witness/The Kissing Bandit) : Evelyn
- 1978-1979 : 200 dollars plus les frais (The Rockford Files), saison 5, épisode 2 Faute professionnelle (Rosendahl and Gilda Stern  Are Dead, 1978 : Edie Nevitt) et épisode 16 L'Homme qui voyait des alligators (The Man Who Saw the Alligators, 1979 : Adrianna Dianelli) de Corey Allen
- 1978-1980 : Quincy (Quincy, M.E.)
  - Saison 4, épisode 1 The Last Six Hours (1978 : Barbara) de Corey Allen et épisode 19 Promises to Keep (1979 : Lynne Montgomery)
  - Saison 7, épisode 1 Memories of Allison (1981) : Allison Sirella / Mary Latham
- 1979 : Police Story, épisode hors saison A Cry of Justice  : Barbara Price
- 1979-1980 : Matt et Jenny (Matt and Jenny on the Wilderness Trail), saison unique, épisode 8 Les Gorges du diable (Devil's Gorge, 1979) et épisode 16 Le Photographe (Wilderness Photographer, 1980) : Samantha Shelborne
- 1980 : Stone, saison unique, épisode 2 Le Dormeur (Deep Sleeper) de Winrich Kolbe : Karen Halloran
- 1980 : Galactica 1980, saison unique, épisode 1 Voyage dans le temps, 1re partie (Galactica Discovers Earth, Part I) de Sidney Hayers : Anne
- 1980 : L'Incroyable Hulk (The Incredible Hulk), saison 4, épisode 5 Pandemonium (Deep Shock) de Reza Badiyi : Dr Louise Olson
- 1981 : Flamingo Road, saison 2, épisode 2 La Victime (The Victim) de Paul Stanley : rôle non spécifié
- 1981-1985 : Simon et Simon (Simon & Simon)
  - Saison 1, épisode 1 Les Pots-de-vin (Details at Eleven, 1981) de Corey Allen : Helena Christian
  - Saison 4, épisode 19 La Bande de Mickey Mouse (The Mickey Mouse Mob, 1985) : Sandra Jefferson-Delaporte
- 1982 : Texas, feuilleton, 62 épisodes : Judith Wheeler
- 1983 : Matthew Star (The Powers of Matthew Star), saison unique, épisode 18 Brain Drain de Leslie H. Martinson : Evita
- 1983 : Matt Houston, saison 2, épisode 4 Concours de meurtres (The Centerforld Murders) de Kim Manners : Deena
- 1984 : Les Petits Génies (Whiz Kids), saison unique, épisode 16 Father's Day : Miriam
- 1985 : K 2000 (Knight Rider), saison 4, épisode 11 Quartier en danger (Knight Song) : A. G. Sanford
- 1986 : Arabesque (Murder, She Wrote), saison 2, épisode 14 Sévices non compris (Keep the Home Fries Burning) de Peter Crane : Wilhelmina Fraser
- 1987-1988 : Des jours et des vies (Days of Our Lives), feuilleton, 8 épisodes : Pamela Fouchier
- 1988-1989 : Rintintin junior (Katts and Dogs), saison 1, épisode 15 Le Témoin (Protective Custody, 1988), épisode 16 Le Candidat (The Candidate, 1989) et épisode 17 Le Choc (The Hit) : Alice
- 1992 : Les Feux de l'amour (The Young and the Restless), feuilleton, 4 épisodes : Dr Grace Sundell

#### Téléfilms
- 1955 : Ruth de Paul Almond : rôle-titre
- 1956 : Anne of Green Gables (en) de Donald Harron : Mme Stacey
- 1961 : Macbeth de Paul Almond : Lady Macduff
- 1973 : L'Homme venu d'ailleurs (en) (The Stranger) de Lee H. Katzin : Dr Bettina Cooke
- 1976 : Our Man Flint: Dead on Target (en) de Joseph L. Scanlan : rôle non spécifié
- 1977 : The Hostage Heart (en) de Bernard McEveety : Martha Lake
- 1980 : Battles: The Murder That Wouldn't Die de Ron Satlof : Jill Spencer